# 森田耕一郎
森田耕一郎（1984年10月28日－），日本足球运动员。